# Pedro Parente
Pedro Pullen Parente (Rio de Janeiro, 21 februari 1953) is een Braziliaans ingenieur, ondernemer en voormalig onafhankelijk politicus. Van 1999 tot 2003 was hij stafchef, de belangrijkste functie in de regering van Brazilië, onder Fernando Henrique Cardoso. In 1999 was hij ook korte tijd Minister van Budget en Planning en in 2002 was hij kort Minister van Mijnen en Energie. Sindsdien is hij actief in het Braziliaanse bedrijfsleven, als CEO van Bunge Brazilië. Hij wordt in Brazilië genoemd als een van de meest invloedrijke personen.
- Base de données des élites suisses: 94396
- Library of Congress Control Number: no94000153
- Virtual International Authority File: 41413579
- WorldCat: E39PBJgMwwq4DtFwjMDp6gvyh3